# 鄭毓麒
鄭毓麒（？—？），號開楚，福建泉州府晉江縣民籍。明朝政治人物。

## 生平
萬曆四十年（1612年），鄭毓麒中式壬子科福建鄉試第三十四名舉人，萬曆四十四年（1616）登丙辰科二甲第十四名进士，都察院觀政，授南京户部主事，四十六年差管揚州鈔關，本年升浙江司员外郎、山西司郎中，养病歸。

## 家族
曾祖鄭汝發。祖父鄭文補。父鄭貴卿。